# Завірюха Олександр Ігорович
Олекса́ндр І́горович Завірю́ха (15 грудня 1992, Кам'яна Балка, Первомайський район, Миколаївська область, Україна — 28 вересня 2014, Донецьк, Україна) — солдат Збройних сил України 79-ї окремої аеромобільної бригади. Загинув при обороні Донецького аеропорту під час російсько-української війни. Один із «кіборгів».

## Життєпис
Народився 15 грудня 1992 року в с. Кам'яна Балка Первомайського району Миколаївської області.
Солдат контрактної служби, прийшов до Збройних сил України на посаду водія-механіка. Спершу керував автотехнікою, згодом пересів за кермо бронетранспортера БТР-80: водій першого аеромобільно-десантного взводу 3-ї аеромобільно-десантної роти 1-го аеромобільно-десантного батальйону 79-ї бригади.

### Бойовий шлях
Відзначився мужністю під час боїв 11—12 липня поблизу Зеленопілля: разом із бойовими товаришами врятував життя великій кількості поранених, вивізши їх у безпечну зону.
28 вересня 2014 року здійснював ротацію десантників з Пісків до Донецького аеропорту. Загинув внаслідок прямого влучення з ворожого танка в бронетранспортер під час виходу на бойові позиції в районі термінала ДАП. Разом з Олександром загинули лейтенант Олексій Тищик, сержант Сергій Златьєв, старший солдат Денис Білий, солдат Олександр Пивоваров, солдат Юрій Соколачко, солдат Анатолій Хроненко, капітан Сергій Колодій (93 ОМБр).
По смерті залишилися батьки й бабуся. Похований 6 грудня 2014 року за місцем народження — в с. Кам'яна Балка Первомайського району.

## Нагороди та відзнаки
- Орден «За мужність» III ступеня (15 травня 2015, посмертно) — за особисту мужність і високий професіоналізм, виявлені у захисті державного суверенітету та територіальної цілісності України, вірність військовій присязі.[3]
- нагрудний знак «За оборону Донецького аеропорту» (посмертно)
- Його портрет розміщений на меморіалі «Стіна пам'яті полеглих за Україну» в Києві: секція 4, ряд 9, місце 23
- 13 жовтня 2015 року на фасаді будівлі Южноукраїнського професійного ліцею йому відкрито меморіальну дошку
- Вереснем 2016 року встановлено пам'ятну дошку в меморіалі слави села Кам'яна Балка[4]
- Вшановується 28 вересня на щоденному церемоніалі вшанування українських захисників, які загинули цього дня в різні роки внаслідок російської збройної агресії[5]